# BURN-E
BURN-E – krótkometrażowy film wytwórni Disney Pixar z bohaterami z filmu WALL·E. Wydane na płycie wraz z WALL·E.
Film koncentruje się na postaci robota o nazwie BURN·E (Basic Utility Repair Nano Engineer) - naprawiającego statek kosmiczny Axiomat, który pozostał na zewnątrz pojazdu po powrocie WALL·E'ego i Evy do środka. Film pokazuje z perspektywy BURN-E'go akcje filmu od momentu, gdy statek badawczy powrócił do Axomatu. Akcja dzieje się w 2805 roku.

## Wystąpili
- BURN-E
- WALL·E
- AUTO
- SUPPLY·R
- EVA
- GO-4
- Kapitan B. McCrea
- Mieszkańcy Axiomatu
- Roboty Axiomatu